# バンジャルー・ユスフ
バンジャルー・ユスフ（フランス語: Benjaloud Youssouf、1994年2月11日 - ）は、コモロとフランスのサッカー選手。コモロ代表。ポジションはDF。

## クラブ歴
FCナントの下部組織出身。2013年にUSオルレアンで選手となった。2017年にAJオセールに移籍。2020年にル・マンFCに移籍。

## 代表歴
2015年10月7日の2018 FIFAワールドカップ・アフリカ1次予選のレソト代表戦で代表初出場。2017年3月24日のアフリカネイションズカップ2019予選・予備予選のモーリシャス代表戦で代表初得点。

## 個人成績
2018年8月9日現在
| No | 日附          | 場所                                                 | 対戦相手     | 得点 | 結果 | 大会                                         |
| -- | ------------- | ---------------------------------------------------- | ------------ | ---- | ---- | -------------------------------------------- |
| 1. | 2017年3月24日 | ミツァミウリ・スタッド・サイード・モハメド・シェイク | モーリシャス | 1–0  | 2–0  | アフリカネイションズカップ2019予選・予備予選 |